# 60 Pułk Piechoty (austro-węgierski)

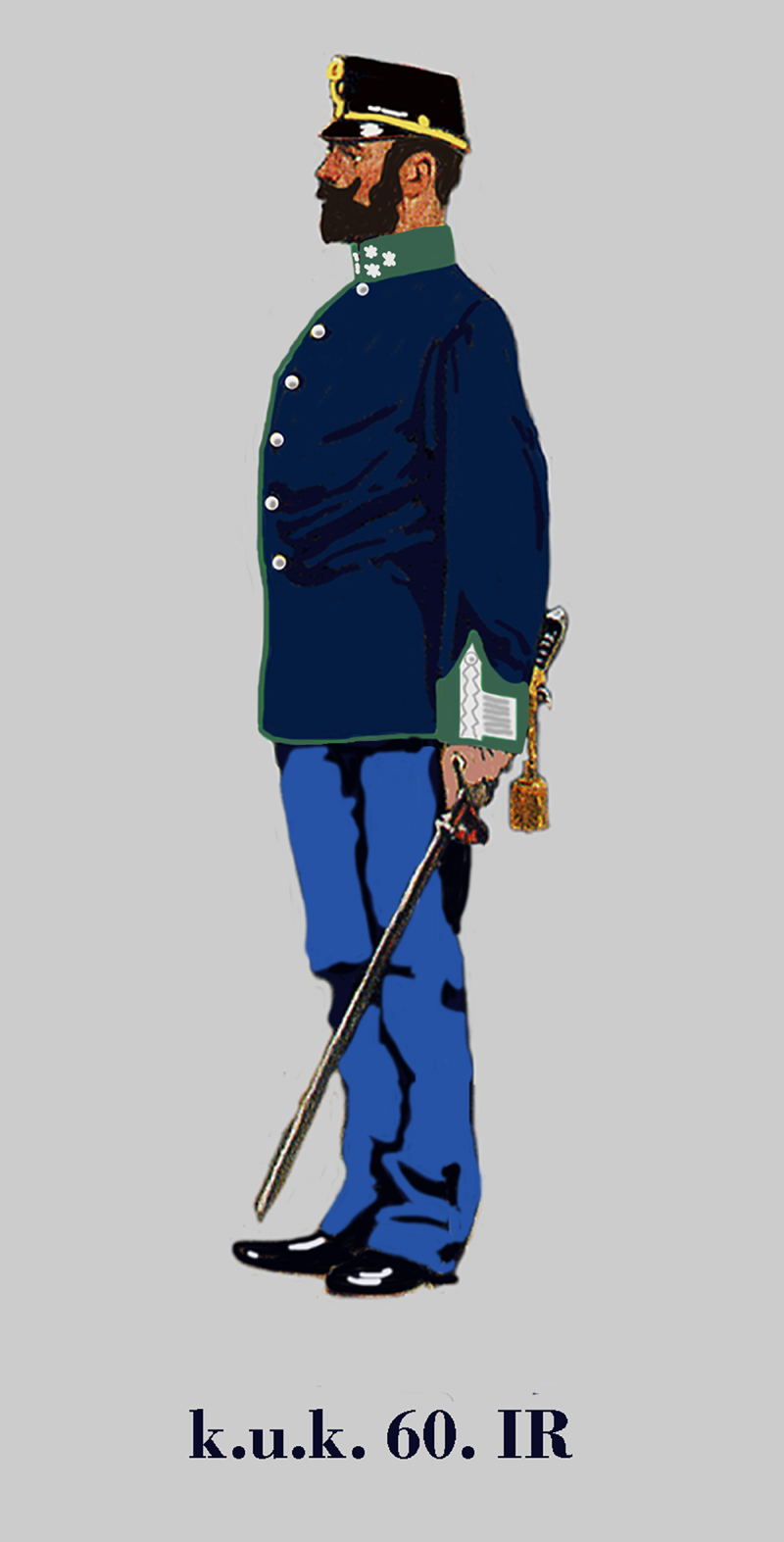
Kapitan IR. 60 w mundurze służbowym

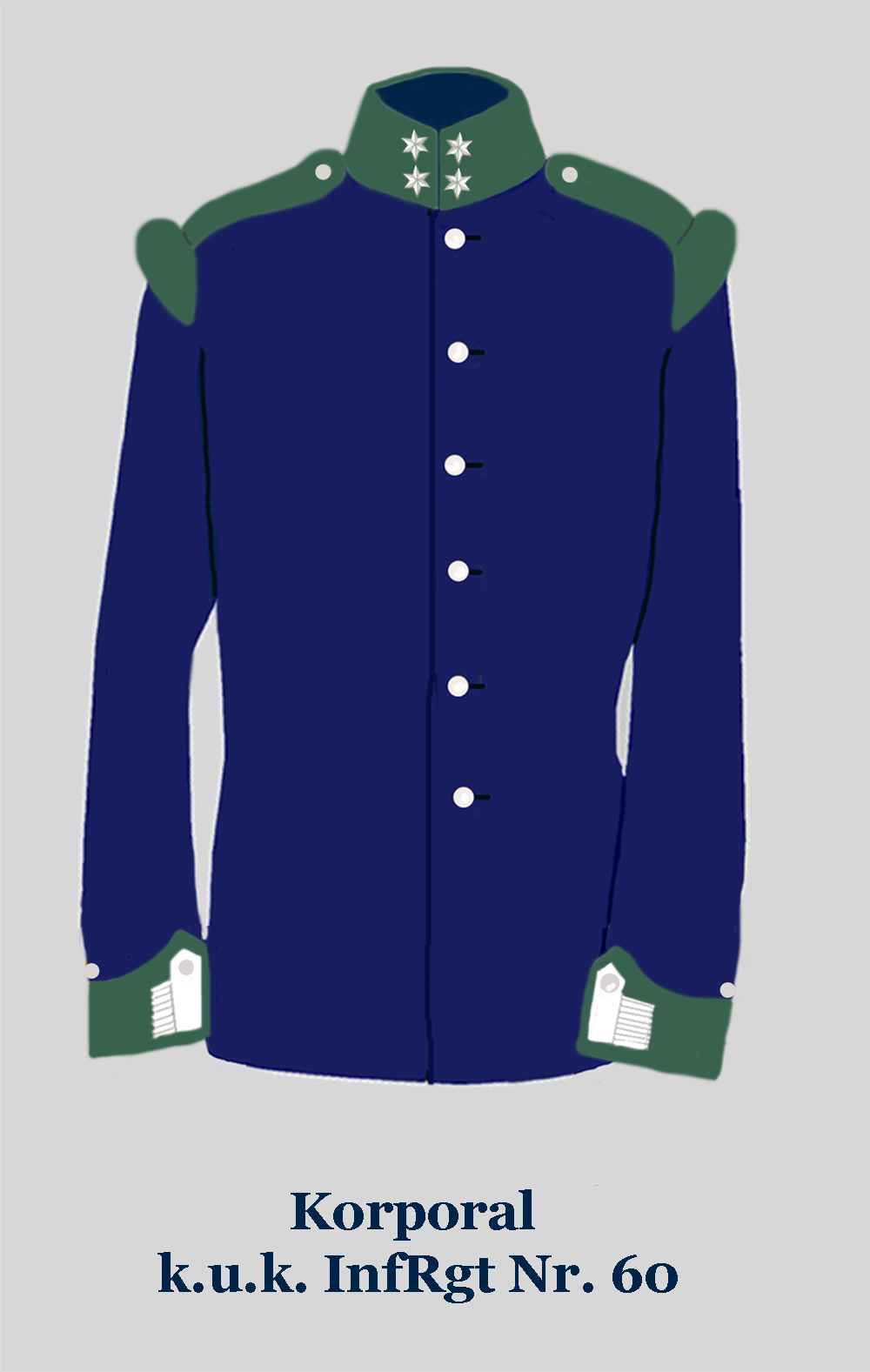
Kurtka munduru kaprala IR. 60

Węgierski Pułk Piechoty Nr 60 (IR. 60) – pułk piechoty cesarskiej i królewskiej Armii. 

## Historia pułku
Pułk został utworzony w 1798 roku. 
Swoje święto pułk obchodził 21 maja w rocznicę bitwy pod Aspern stoczonej w 1809 roku.
Okręg uzupełnień nr 60 Eger na terytorium 6 Korpusu.
Kolory pułkowe: stalowozielony (stahlgrün), guziki srebrne. 
W 1847 roku sztab pułk stacjonował w miejscowości Kaiserebersdorf, która w 1892 roku została włączona do dzielnicy Wiednia Simmering, natomiast punkt zborny okręgu werbunkowego mieścił się w Preszowie (niem. Eperies, węg. Eperjes).
W 1873 roku sztab pułku, batalion zapasowy oraz batalion uzupełnień w Egrze.
W latach 1903–1907 pułk stacjonował w Wiedniu z wyjątkiem 3. batalionu, który załogował w Egrze.
W latach 1908–1914 pułk stacjonował w Egrze z wyjątkiem 2. batalion, który był detaszowany w Zvorniku.
W 1914 roku pułk wchodził w skład 30 Brygady Piechoty należącej do 15 Dywizji Piechoty, natomiast detaszowany 2. batalion był podporządkowany komendantowi 11 Brygady Górskiej w Tuzli należącej do 48 Dywizji Piechoty.
Skład narodowościowy w 1914 roku 98% – Węgrzy.
W czasie I wojny światowej pułk walczył z Rosjanami w Galicji. Żołnierze pułku są pochowani m.in. na cmentarzach wojennych nr: 314 w Bochni, 256 w Pasiece Otfinowskiej, 264 w Szczurowej, 297 w Czchowie oraz 263 w Zaborowie.

## Szefowie pułku
Kolejnymi szefami pułku byli:
- FZM Ignaz Gyulai von Máros-Neméth und Nádaska(inne języki) (1801 – †11 XI 1831),
- FML Gustaw von Holstein-Gottorp-Vasa (1831 – †4 VIII 1877),
- FML Alexander Benedek (1877 – †2 I 1878),
- FML Karl Nagy von Töbör-Ethe (1878 – †2 III 1881),
- GdK Johann Nepomuk von Appel (1883 – †7 IX 1906),
- GdI Ludwig Jekelfalussy von Jekelfalus und Margitfalva (1907 – †22 VII 1911),
- GdI Alfred von Ziegler (od 1912)[1].

## Komendanci pułku
- płk Joseph von Standeisky (1847–1848)
- płk Joseph Cordon (1850)
- płk Fridrich von Fiedler (1873)
- płk Koloman Mollinary (1903–1904)
- płk Ferdinand Olbert (1905–1908)
- płk Gustav Mallász (1909–1912)
- płk Heinrich Lederer (1913–1914[1])